# Kokiborou
Kokiborou è un arrondissement del Benin situato nella città di Banikoara con 4 509 abitanti (dato 2006).